# Polistes olivaceus
A Polistes olivaceus a rovarok (Insecta) osztályának a hártyásszárnyúak (Hymenoptera) rendjébe, ezen belül a fullánkosdarázs-alkatúak (Apocrita) alrendjébe és a valódi darazsak (Vespidae) családjába tartozó faj.

## Előfordulása
A Polistes olivaceus előfordulási területe egész Ázsia, keletre egészen Japánig, míg délre Indonézián keresztül egészen Ausztráliáig. Az Amerikai Egyesült Államokban is megtalálható.

## Megjelenése
A testhossza 18-24 milliméteres. A szóban forgó rovar sárga színű, vékonyabb és vastagabb fekete csíkozással.

## Életmódja
Kolóniákban élő darázsfaj; a kolóniái akár 100 fősek is lehetnek. A nyitott darázsfészek megrágott faanyagból készül. A darázsfészek egy szilárd tárgyhoz vannak rögzítve; általában függőhelyzetben. Gyakran az ember közelébe építik. A Polistes olivaceus agresszívan védelmezi kolóniáját; fullánkjának szúrása igen fájdalmas.

## Források

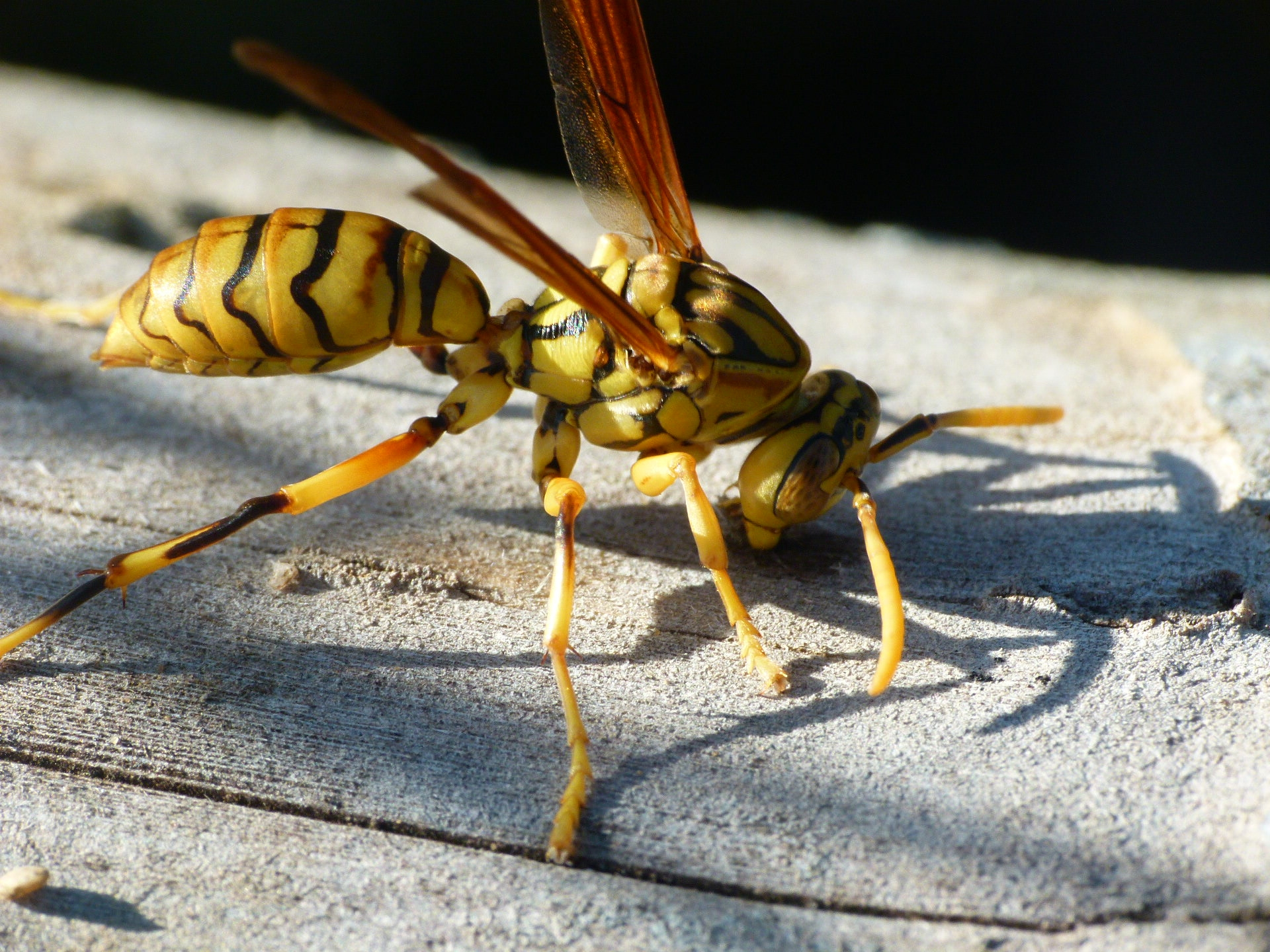
A darázs közelről Indiában